# ヴィクター・ロッテスリー (第4代ロッテスリー男爵)
第4代ロッテスリー男爵ヴィクター・アレクサンダー・ロッテスリー（英語: Victor Alexander Wrottesley, 4th Baron Wrottesley、1873年9月18日 – 1962年9月1日）は、イギリスの貴族。

## 生涯
第3代ロッテスリー男爵アーサー・ロッテスリーと妻オーガスタ・エリザベス（Augusta Elizabeth、旧姓デニソン（Denison）、1887年1月20日没、初代ロンズバラ男爵アルバート・デニソンの娘）の三男として、1873年9月18日に生まれた。ヴィクトリア女王が洗礼式で名親を務めた。イートン・カレッジで教育を受けた後、1892年6月4日にオックスフォード大学クライスト・チャーチに入学した。
1910年12月28日に父が死去すると、ロッテスリー男爵位を継承した。
約5,800エーカーの領地を所有した。
1962年9月1日に生涯未婚のまま死去、弟ウォルター・ベネット（1877年9月28日 – 1962年5月25日）の息子リチャード・ジョンが爵位を継承した。